# フレデリック・クライン
フレデリック・チャールズ・クライン（Frederick Charles Klein、1857年5月17日 - 1926年12月27日）は、米国メソジスト・プロテスタント教会の宣教師である。
1857年ワシントン州に生まれる。1883年9月23日に来日し、横浜英和学校を創立する。1886年に横浜第一美普教会を設立する。基督教青年会(YMCA)や、禁酒同盟などにかかわる。
1887年7月11日に私立愛知英語学校（同年9月に名古屋英和学校と改称、現:学校法人名古屋学院名古屋中学校・高等学校）を設立し、校長になる。1890年4月より学校内の教会の牧師を兼務する。1893年病のためにアメリカに帰国する。帰国後、メリーランド地区年会代議員を務める。1926年にバーヴィンクの自宅で死去する。